# Добри дол (община Врабчище)
Вижте пояснителната страница за други значения на Добри дол.
Добри дол (на македонска литературна норма: Добри Дол; на албански: Dobri Dolli, Добри Доли) е село в Северна Македония, в община Врабчище.

## География
Селото е разположено северно от Гостивар в източното подножие на планината Шар (масива Враца).

## История
В обобщен списък на джизието на немюсюлманите от вилаета Калканделен от 18 юли 1628 година Добри дол е отбелязано като село с 51 ханета (домакинства).
В края на XIX век Добри дол е албанско село в Гостиварска нахия на Тетовска каза на Османската империя. Според статистиката на Васил Кънчов („Македония. Етнография и статистика“) в 1900 година Добри дол има 940 жители арнаути мохамедани.
В 1913 година селото попада в Сърбия. Според Афанасий Селишчев в 1929 година Добри дол е село в Пожаранска община в Горноположкия срез и има 216 къщи с 1489 жители албанци.
Според преброяването от 2002 година селото има 5223 жители.
| Националност | Всичко |
| македонци    | 2      |
| албанци      | 5206   |
| турци        | 1      |
| роми         | 0      |
| власи        | 0      |
| сърби        | 0      |
| бошняци      | 0      |
| други        | 14     |

## Личности
- Фаик Арслани (р. 1959), политик от Северна Македония от албански произход
- Билен Салиу (р. 1975), политик от Северна Македония от албански произход